# La Neuville-Roy
La Neuville-Roy è un comune francese di 1 008 abitanti situato nel dipartimento dell'Oise della regione dell'Alta Francia.
Il comune si è chiamato Laneuvilleroy, fino al 26 agosto 2004.

## Società

### Evoluzione demografica
Abitanti censiti